# Stará radnice (Bratislava)
Stará radnice v Bratislavě je historická budova na Hlavním náměstí v Bratislavě a patří mezi nejstarší budovy ve hlavním městě Slovenska. Tvoří ji víceré budovy,
konkrétně Jakubův dům, Pawerův dům, Ungerův dům, a Aponiho palác, které byly postaveny v různých uměleckých slozích. Původní část radnice tvoří samostatný dům s vlastní věží na východním okraji náměstí.

## Dějiny výstavby
Byla postavena v gotickém stylu v 15. století jako výsledek spojení vícerých domů (Pawerův dům, Ungerův dům, Aponiho palác). Hlavní budovu vedle věže dal postavit rychtář Jakub ve 14. století, zatímco samotná věž, původně gotická, byla postavena ve 13. století.
Později prošla mnohými změnami a rozšířeními, hlavně rekonstrukcí v renesančním stylu v roce 1599 po poškození způsobeným zemětřesením, barokní restylizace věže po požáru v 18. století a novorenesanční, neogotické křídlo postavené v roce 1912.

## Poloha
Nachází se přímo v centru města mezi Hlavním náměstím a Primaciálním náměstím, vedle ní se nalézá řecké a japonské velvyslanectví. Radnici je možné lehce poznat podle barevné dlaždicové střechy.

## Využití
Budova byla využívána jako městská radnice od 15. století do pozdního 19. století. V tomto období sloužila i jiným účelům, například jako vězení, mincovna, tržní místo a objekt pro veřejné oslavy a slavnosti. Byla využívána také jako depozitář, zbrojnice a městský archiv.
Dnes se zde nachází Městské muzeum s expozicí o historii města Bratislavy. Mezi vystavované exponáty patří nástroje používané k mučení, staroměstské žaláře, historické zbraně, brnění, miniatury. Jednou z atrakcí je i dělová koule vestavěná do stěny věže. Kouli na budovu vystřelili Napoleonovi vojáci v 19. století.

## Externí odkazy

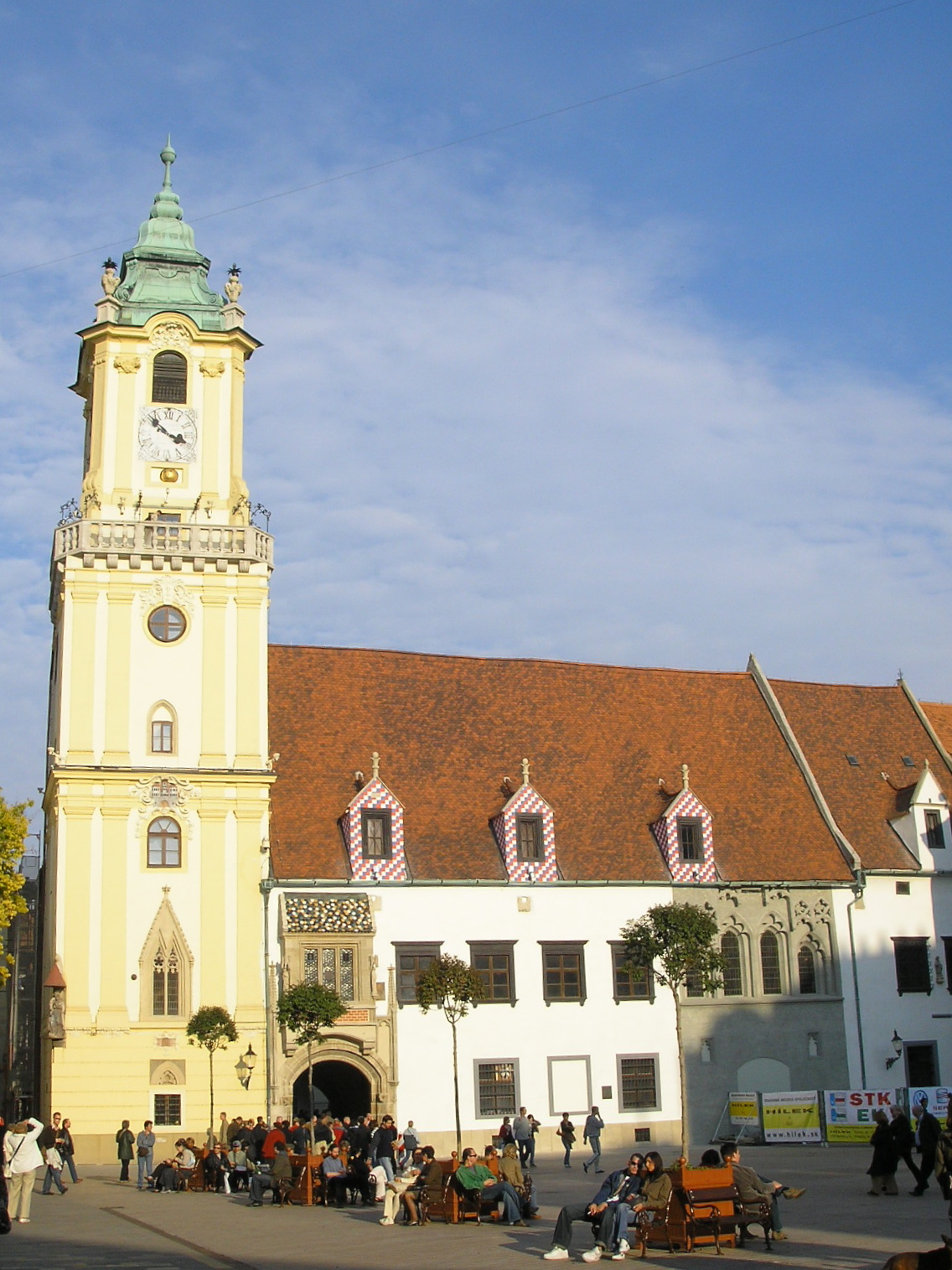
Skupinka turistů u Staré radnice